# Département de Cortés
Pour les articles homonymes, voir Cortés.
Le département de Cortés (en espagnol : Departamento de Cortés) est un des 18 départements du Honduras.

## Histoire
Le département a été créé en 1893, par démembrement partiel du département de Santa Bárbara.

## Géographie
Le département de Cortés est limitrophe :
- à l'est, des départements de Atlántida et de Yoro,
- au sud, du département de Comayagua,
- à l'ouest, du département de Santa Bárbara et de la république du Guatemala.

Le département dispose en outre d'une façade maritime, au nord, sur la mer des Antilles.
Il a une superficie de 3 954 km2.

## Subdivisions
Le département comprend 12 municipalités :
- Choloma
- La Lima
- Omoa
- Pimienta
- Potrerillos
- Puerto Cortés, ville la plus peuplée
- San Antonio de Cortés
- San Francisco de Yojoa
- San Manuel
- San Pedro Sula, chef-lieu (en espagnol : Cabecera)
- Santa Cruz de Yojoa
- Villanueva

## Démographie
La population s'élève à 1 562 394 habitants au recensement de 2013.
La densité de population du département est de 395 hab./km2.